# Stade Ahmadu-Bello
 (mars 2025).
Le stade Ahmadu-Bello, aussi appelé ABS, est un stade polyvalent situé à Kaduna, Nigeria. Il est nommé en l'honneur de l'homme politique nigérian Ahmadu Bello (1910-1966). Depuis 2016, il est principalement utilisé pour les matchs de football, que ce soit ceux de l'équipe locale (Kaduna United) ou de la sélection nationale. 
Le stade comprend une section principale avec une piste d'athlétisme et un terrain pour les sports de champ (football, etc.), ainsi que deux centres sportifs d'intérieur. 
Il est l'un des stades qui accueille la Coupe du monde de football -20 ans 1999 et la Coupe du monde de football -17 ans 2009. Sa capacité est de seize mille places. 

## Histoire
Initialement prévu pour 30 000 places, sa capacité est finalement réduite à 16 000 spectateurs en 2009. 
Le stade accueille neuf matchs de la Coupe du monde des moins de 20 ans en 1999, dont une demi-finale, et sept matchs de la Coupe du monde des moins de 17 ans en 2009, deux compétitions internationales dont le Nigeria était le pays hôte.

## Événements
- Coupe du monde de football -20 ans 1999
- Coupe du monde de football -17 ans 2009